# Гімлі (аеропорт)
Аеропорт Індустріального Парку Гімлі (IATA: YGM, ICAO: CYGM) — це цивільний аеропорт і колишнє військове поле, розташоване за 2 морські милі (3,7 км; 2,3 милі) на захід від Гімлі (Манітоба, Канада).

Boeing 767 рейсу 143 після посадки.

Аеропорт міг так і залишатися нікому невідомим до значної події, що сталася 23 липня 1983-го року, коли літак Boeing 767 канадського національного авіаперевізника Air Canada виконуючи рейс AC143 Монреаль—Оттава—Едмонтон, здійснив аваріну посадку на авіабазі Гімлі із-за нестачі авіапалива на дорозі до аеропорту Едмонтона. Сталося це із-за помилок наземних служб аеропорту Оттави під час заправки авіалайнера. Тоді Канади переходила з фунтів на літри і наземні служби помилилися. Під час посадки передня стійка шассі вийшла не повністю і літак носовою частиною прослизнув по ЗПС і зупинився в декількох десятках метрів від відпочиваючих людей і всі 69 осіб, що знаходились на борту, вижили, але 10 з них отримали поранення.